# Стежка Гріна
Стежка Гріна — пішохідна стежка в Криму, короткий шлях від міста Старий Крим до селища Коктебель. Стежка названа на честь письменника Олександра Гріна, який користувався стежкою, коли жив у Старому Криму і ходив по ній в гості до поета  Максиміліана Волошина. Стежка проходить в основному по гірських лісах і має популярність серед туристів. Стежка починається в Старому Криму на Поляні Десантників і далі по балці Османів Яр, залишаючи з північного боку гори  Козина (висота 391 м), Саритлик (висота 445 м), а з півдня гори  Скалки і Кара-Бурун (висота 587 м). Пройшовши по верхньому краю  Армутлукської долини стежка прямує до відрогів Кара-Дага, східніше гір Отлу-Кая і Матрач-Оба і західніше гори Татар-Хабурга і виходить на шосе Щебетовка-Коктебель. Приблизна довжина маршруту понад 15 кілометрів.